# Пульсирующий белый карлик
Пульсирующие белые карлики — один из типов пульсирующих переменных звёзд. Светимость этих белых карликов меняется из-за их нерадиальных пульсаций, вызванных волнами гравитации (не следует путать с гравитационными волнами).. У этих звёзд наблюдаются небольшие (1 % — 30 %) изменения светимости, которые получаются в результате наложения нескольких колебаний с периодами от сотен до тысяч секунд. Эти пульсации представляют интерес для астросейсмологии и дают информацию о внутреннем устройстве белых карликов.
Известные пульсирующие белые карлики делятся на такие типы:
- DAV звёзды (ZZA по классификации ОКПЗ[3]) или звёзды типа ZZ Кита — звезды с доминированием водорода в атмосфере, относятся к подклассу DA спектрального класса D[4], pp. 891, 895;
- DBV звёзды (ZZB по классификации ОКПЗ[3]), или звезды типа V777 Геркулеса — звезды с доминированием гелия в атмосфере, подкласс DB класса D[5], p. 3525;
- звёзды типа GW Девы (ZZO по классификации ОКПЗ[3]) — с преобладанием в атмосфере звезды гелия, углерода и кислорода, относятся к звёздам типа PG 1159 с редкими запрещенными линиями трехкратно ионизированного углерода и однократно ионизированного гелия. (Некоторые авторы относят к звёздам типа GW Девы не только звёзды типа PG 1159). Звезды типа GW Девы могут быть разделены на DOV и PNNV звёзды[6], § 1.1, 1.2;[7]. Они, строго говоря, ещё не являются белыми карликами — они не достигли области на диаграмме Герцшпрунга-Рассела, соответствующей этим звёздам[6], § 1.1;[8].
- DQV звёзды — подтип звёзд с доминированием углерода в атмосфере, был предложен в 2008 году[9].

## DAV звёзды
Ранние расчеты свидетельствовали, что белые карлики должны пульсировать с периодом около 10 секунд, но поиски в 1960-х годах не принесли успеха, § 7.1.1;. Первая переменность белого карлика был замечена у HL Тельца 76; в 1965 году и в 1966 году Арло Ландольт измерил, что его пульсации имеют период около 12,5 минут. Причина того, что период оказался больше, чем предсказывалось, — то, что переменность HL Тельца 76, как и у других пульсирующих белых карликов, возникает из-за нерадиальных пульсаций, § 7. В 1970 году было установлено, что другой белый карлик, Росс 548, имеет тот же тип переменности что и HL Тельца 76, в 1972 году, ему было присвоено обозначение ZZ Кита. Звёздами типа ZZ Кита называют весь класс пульсирующих переменных белых карликов, в атмосфере которых преобладает водород (DAV-звёзды), pp. 891, 895. Эти звезды имеют периоды от 30 секунд до 25 минут и находятся в довольно узком диапазоне эффективных температур: от примерно 11 100 К до 12 500 К. Скорость изменения периода пульсаций, вызванных волнами гравитации, у звёзд типа ZZ Кита прямо пропорциональна времени охлаждения для белых карликов типа DA, что, в свою очередь, может дать инструмент для независимого измерения возраста галактического диска.

## DBV звезды
В 1982 году расчёты Д. Е. Уингета (D.E. Winget) и его коллег позволили предложить, что белые карлики типа DB с гелиевой атмосферой и температурой поверхности около 19 000 К также должны пульсировать, p. L67.. Уингет искал такие звезды, и обнаружил, что GD 358 имела переменность типа DBV. Это было первое предсказание класса переменных звезд до их наблюдения, p. 89.. В 1985 году эта звезда была обозначена как V777 Геркулеса, и по её названию этот класс переменных звезд также называют звёздами типа V777 Геркулеса; , p. 3525. Они имеют эффективную температуру поверхности около 25 000 K, p. 895..

## Звёзды типа GW Девы
Третий известный класс пульсирующих переменных белых карликов называется звёзды типа GW Девы и иногда он подразделяется на звёзды типа DOV и PNNV. Их прототип — PG 1159-035, § 1.1; также эта звезда является прототипом более широкого класса не обязательно переменных звёзд — 
звёзд типа PG 1159. У этой звезды переменность впервые наблюдалась в 1979 году, а в 1985 году она получила обозначение GW Девы, дав название новому классу переменных звёзд. Эти звезды, строго говоря, не являются белыми карликами, а, скорее, они являются звездами, которые на диаграмме Герцшпрунга-Рессела находятся между асимптотической ветвью гигантов и областью белых карликов. Они могут быть названы протобелыми карликами или предбелыми карликами (pre-white dwarfs), § 1.1;. Это горячие звёзды с температурой поверхности от 75 000 K до 200 000 K, и атмосферой в которой преобладает гелий, углерод и кислород. Они могут иметь относительно низкую силу тяжести на поверхности (log g ≤ 6.5), Table 1. Считается, что эти звезды в конечном итоге охладятся и станут белыми карликами типа DO, § 1.1.
Периоды колебательных мод звёзд типа GW Девы лежат в диапазоне от 300 до 5000 секунд, Table 1. Пульсации звёзд типа GW Девы впервые была изучены в 1980-х годах, но с тех пор они остаются необъяснёнными. С самого начала считалось, что возбуждения вызваны так называемым κ-механизмом, связанным с ионизацией углерода и кислорода в оболочке звезды ниже фотосферы, но считалось, что этот механизм не будет работать, если гелий присутствует в оболочке. Однако теперь выясняется, что нестабильность может существовать даже в присутствии гелия, § 1.

## DQV звёзды
Новый класс белых карликов, спектрального класса DQ и горячей атмосферой с преобладанием углерода, был недавно обнаружен Патриком Дюфуром (Patrick Dufour), Джеймсом Либертом (James Liebert) и их сотрудниками. Теоретически такие белые карлики должны пульсировать при температурах, когда их атмосферы частично ионизованы. Наблюдения, сделанные в обсерватории Мак-Дональда, позволили предположить, что SDSS J142625.71 +575218,3 является таким белым карликом, и если это так, то он будет первым членом нового, DQV-класса пульсирующих белых карликов. Однако, возможно, что этот белый карлик входит в двойную систему с аккреционным углерод-кислородным диском.